# Ruta 1 (Chile)
La ruta 1 es una ruta nacional longitudinal que se encuentra en el norte Grande de Chile en las regiones de Tarapacá y Antofagasta. En su recorrido de 598,6 km une Iquique con la ruta 5 a través de una paralela a la costa del océano Pacífico uniendo dos de las ciudades más importantes del norte chileno. Sirve como alternativa al paso por la Panamericana en medio del desierto de Atacama.
La longitudinal se inicia en Iquique. Desde esta ciudad el trazado está totalmente asfaltado, manteniéndose dicha condición hasta las cercanías de Caleta Coloso, al sur de la capital regional Antofagasta. En el mencionado trayecto se encuentra el túnel Pedro Galleguillos (al norte de Tocopilla), construido en 1994 como alternativa a la cuesta Paquica (que actualmente circula encima de él). Desde el año de construcción, ha sufrido variadas reparaciones, principalmente después del terremoto de Tarapacá de 2005. La ruta entre Iquique y Tocopilla fue inaugurada oficialmente el 26 de enero de 1996.
Desde Puerto Coloso al sur-oriente la ruta se encuentra interrumpida y luego es retomada con la misma designación en Caleta El Cobre. La alternativa para continuar al sur, es transitar por la Panamericana, accediendo desde Antofagasta, en el medio del desierto y luego enlazar la ruta B-70 hacia la localidad de Paposo. Desde Caleta Blanco Encalada la ruta parte como una vía consolidada, manteniéndose en dicho estado hasta el poblado de Paposo, emplazado al norte de la ciudad de Taltal. Allí la ruta es nuevamente asfaltada hasta el punto de término, en la intersección con la ruta 5.
El rol asignado a esta ruta longitudinal fue ratificado por el decreto MOP N.º 2136 del año 2000.

## Ciudades y localidades

Los accesos inmediatos a ciudades y localidades, y las áreas urbanas por las que pasa esta ruta de norte a sur son:

### Región de Tarapacá
Recorrido: 144 km (km 410 a 266). En el área urbana sur de Iquique la ruta se denomina como Avenida Arturo Prat (km 410 al 406).
- Provincia de Iquique (los puntos kilométricos son definidos desde Antofagasta, al norte y al sur)

- km 410: Rotonda Oppido Lucano. Intersección a Av. Ramón Pérez Opazo, Av. Francisco Bilbao, Av. Playa Brava y Av. Arturo Prat
- km 409: intersección a Playa Huantajaya.
- km 408: intersección a Playa Huayquique.
- km 407: Rotonda Bajo Molle, intersección a Av. La Tirana. Av. Arturo Prat y Bajo Molle.
- km 406: Ingreso al área urbana de Iquique.
- km 406 al 374: Continuación como Autopista Rutas del Desierto.
- km 369: intersección a Playa Quinteros.
- km 364: intersección a Playa Ñajo.
- km 362: intersección a Caleta Caramucho.
- km 360: intersección a Caleta Yape.
- km 358: intersección a Playa Chanavayita.
- km 355: intersección a Salar Grande, Ex Oficina salitrera Victoria y ruta 5 (ruta A-750).
- km 353: intersección a Puerto Patillos, Salar Grande, Ex Oficina salitrera Victoria y ruta 5 (ruta A-750).
- km 348: intersección a Playa Cáñamo.
- km 347: intersección a Puerto Patache.
- km 345: intersección a Puerto Collahuasi.
- km 344: intersección a Playa Chauca y Playa La Sal.
- km 339: intersección a Playa El Águila.
- km 337: intersección a Playa Canasto.
- km 336: intersección a Caleta Chanavaya y Pabellón de Pica.
- km 321: intersección a Caleta Río Seco.
- km 306: intersección a Caleta San Marcos.
- km 301: intersección a Playa Ike Ike.
- km 298: intersección a Playa Boca del Diablo
- km 297: intersección a Salar Grande (ruta A-758).
- km 296: intersección a Huanillos.
- km 277: intersección a Caleta Chipana.
- km 267: Complejo Aduanero del Loa.
- km 267: Puente sobre el Río Loa.
- km 266: límite entre las regiones de Tarapacá y Antofagasta.

### Región de Antofagasta
Recorrido: 280 km (km 266 al 0, kilómetro 0 al 14). En Tocopilla el tramo urbano circula a través de avenidas Teniente Merino, Arturo Prat y Dr. Leonardo Guzmán. Mientras tanto en el área urbana norte de Antofagasta la ruta se denomina como avenida Edmundo Pérez Zujovic y en la zona sur de la capital regional como avenida Universidad de Chile.
- Provincia de Tocopilla (los puntos kilométricos son definidos desde Antofagasta, al norte y al sur)

- km 265: intersección a Playa Mina Fackir.
- km 255: intersección a Playa Los Choros.
- km 252: intersección a Caleta Huachán.
- km 240: intersección a Caleta Punta Arenas.
- km 232: intersección a Caleta y Playa Quebrada Honda.
- km 226: intersección a Caleta Urco Norte.
- km 225: intersección a Caleta Urco Sur.
- km 220: intersección a Caleta Huamán.
- km 215: intersección a Playa Ramaditas.
- km 209: intersección a Caleta Paquica y Playa La Cuchara.
- km 208: túnel Pedro Galleguillos.
- km 199: intersección a Playa Guanillos.
- km 190: intersección a Mirador El Paragua.
- km 189: intersección a Botadero.
- km 187: intersección a 3 Marías.
- km 186: intersección a Calama, María Elena y Ruta 5 (ruta 24).
- km 186: ingreso al área urbana de Tocopilla.
- km 181: salida del área urbana de Tocopilla.
- km 175: intersección a Punta Blanca.
- km 164: intersección a Piedra del Elefante.
- km 160: intersección a Caleta Punta Atala.
- km 155: intersección a Playa Las Conchuelas.
- km 154: intersección a Caleta El Río.
- km 153: intersección a Camping Indígena.
- km 152: intersección a Caleta Indígena.
- km 151: intersección a Refugio Fraguita.
- km 149: intersección a Mina Mantos de la Luna (Ruta B-178).
- km 142: intersección a Caleta Buena.
- km 133: intersección a ruinas de Gatico.
- km 126: intersección a ruinas de Cobija.

- Provincia de Antofagasta (los puntos kilométricos son definidos desde Antofagasta, al norte y al sur)

- km 112: intersección a Punta Tames.
- km 108: intersección a Caleta Michilla .
- km 106: intersección a Mina Michilla.
- km 105: intersección a Puerto Mina Centinela.
- km 91: intersección a Hornitos (Entrada Norte).
- km 86: intersección a Hotel caja de compensación los andes.
- km 82: intersección a Hornitos (Entrada Sur).
- km 77: intersección a Caleta Punta Itata y Caleta Chacaya.
- km 75: intersección a Playa Grande.
- km 70: intersección a Mina Algorta y Termoeléctrica Kelar.
- km 65 al 10: continuación como Autopistas de Antofagasta.
- km 10: ingreso al área urbana de Antofagasta.
- km 10 al 0: Antofagasta.

- Provincia de Antofagasta: Antofagasta (kilómetro 0-5), Caleta Coloso (km 8-9), acceso a Puerto Coloso (km 10).

Recorrido: 173 km (km 173 a 0). En el área urbana de Taltal la ruta pasa por las avenidas Manuel Antonio Matta y Francisco Bilbao.
- Provincia de Antofagasta (los puntos kilométricos son definidos desde cruce Las Breas, al norte): Caleta El Cobre (km 173), acceso a Caleta Blanco Encalada (km 158), acceso a Caleta Botija (km 140), acceso a Caleta Colorada (km 122), El Médano (km 97), Caleta Rincón (km 84), acceso a Paposo (km 75 y 74), acceso a Caleta Punta Grande (km 65), acceso a Caleta Bandurria (km 51 y 50), acceso a Caleta Oliva (km 37), acceso a Caleta Hueso (km 25), Taltal (km 24-22).

## Autopistas
Actualmente está en operación la Autopista Rutas del Desierto entre Iquique y el Aeropuerto Diego Aracena en la Región de Tarapacá. Otro tramo en operación es el de la concesionaria Autopistas de Antofagasta entre el acceso norte a Mejillones y la capital regional Antofagasta, en la Región de Antofagasta.